# Historia del uniforme del Club de Deportes Naval de Talcahuano
La Indumentaria del Club de Deportes Naval de Talcahuano es el utilizado por los jugadores «Choreros» tanto en competencias nacionales como internacionales, desde el primer equipo hasta los juveniles, como también el equipo femenino.
La vestimenta titular histórica usada por el club consta de camiseta blanca con detalles azul marino, pantalón azul marino y medias blancas, la cual ha sufrido leves cambios de diseños.
La vestimenta alternativa ha tenido varios colores como diseños, actualmente se compone de camiseta azul marino con detalles blancos, pantalón blanco y medias azules.

## Uniforme titular
| 2010 | 2011-13 | 2013 | 2016 | 2017 | 2019 | 2022 | 2023 | 2024 |

## Uniforme alternativo
| 2010 | 2011-13 | 2013 | 2016 | 2022 |

## Indumentaria y patrocinadores
| Período   | Proveedor             |
| --------- | --------------------- |
| 1991-1999 | Naval                 |
| 2000-2002 | Clubsport             |
| 2002-2006 | Training Professional |
| 2007-2008 | Naval                 |
| 2009      | Training Professional |
| 2010      | Lotto                 |
| 2011-2012 | Training Professional |
| 2013-2014 | Erreà                 |
| 2014-2015 | Training Professional |
| 2015-2016 | Rowsport              |
| 2016-2017 | Andrómeda             |
| 2018      | Squadra               |
| 2019      | Andrómeda             |
| 2022-     | Forza Deportes        |

| Período   | Patrocinador       |
| --------- | ------------------ |
| 1993-1994 | Tocornal           |
| 1994-1995 | Multi Market       |
| 1996-1997 | Maderas Andrade    |
| 1999      | Mundo Hogar        |
| 2000      | Buses Moreira      |
| 2001-2002 | Lomas de Cauquenes |
| 2002-2003 | Santa Isabel       |
| 2004      | Casas Cav          |
| 2005      | Sodimac            |
| 2008      | Talcahuano         |
| 2009-2010 | Cristal            |
| 2011-2012 | Essbio             |
| 2013-2014 | VTR                |
| 2016-2017 | Valtor             |
| 2017-2018 | Marina del Sol     |
| 2019      | Paferco            |
| 2022-     | Marina del Sol     |